# Rädel (Kloster Lehnin)
Rädel war bis zum 1. April 2002 eine selbständige Gemeinde im Amt Lehnin und ist seitdem ein Ortsteil der Gemeinde Kloster Lehnin im Landkreis Potsdam-Mittelmark des Bundeslandes Brandenburg. Der Ortsteil hatte im Oktober 2021 462 Einwohner.

## Lage

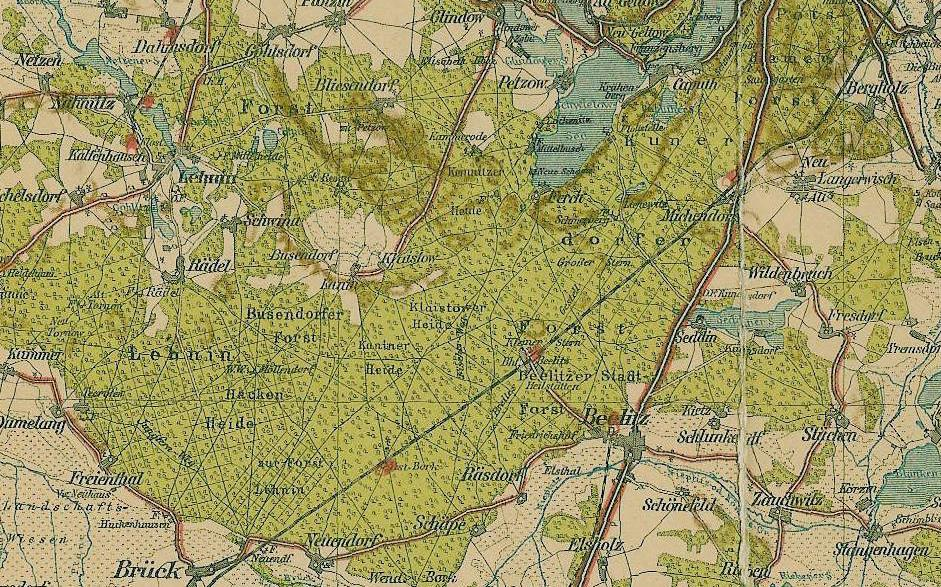
Die Lage Rädels in der Zauche auf einer Karte von ~1903

Rädel liegt 30 Kilometer südwestlich von Potsdam in wald- und wasserreicher Umgebung in der Landschaft der Zauche. Große Teile des umgebenden Waldes werden seit 1956 als Truppenübungsplatz Lehnin genutzt.

## Geschichte
Als der zweite brandenburgische Markgraf Otto I. im April 1180 das Kloster Lehnin stiftete, gehörte Rädel als Radele zu den fünf Dörfern der Erstausstattung dieses Zisterzienserklosters. Das ist der Bestätigungsurkunde des Markgrafen Otto II. über die Schenkungen seines Vaters an das Kloster Lehnin von 1190 zu entnehmen (urkundliche Ersterwähnung von Rädel).
Nach dem Landbuch Karls IV. von 1375 hatte das Klosterdorf Rädel, als Redel, 41 Hufen, wovon 4 Hufen dem Pfarrer und 37 Hufen den Bauern gehörten, die davon Pacht, Zins und Bede zu entrichten hatten. 11 Kossäten und ein Krug waren dem Kloster zinspflichtig. Nach dem Tod von Abt Valentin wurde das Kloster Lehnin 1542 aufgelöst und in ein kurfürstliches Domänenamt umgewandelt. Rädel gehörte dann zum Domänenamt Lehnin.
Die Visitationsmatrikel der Kirche von 1541 beschrieben Rädel (als Redel) als Mutterkirche von Schwina (seit den 1930er Jahren Emstal), Damelang und Lehnin. Im Dreißigjährigen Krieg wurde Rädel 1626 von Wallensteiner Truppen überfallen und gebrandschatzt. Viele Rädeler Einwohner und der Pfarrer des Dorfes wurden erschossen. Mit Beginn des 18. Jahrhunderts war die Erholung von den Kriegsschäden erkennbar. Kleine Gewerbe wie Schmiede, Leineweber und Braukrüger sind im Kirchenbuch von Rädel verzeichnet. Seit Ende des 17. Jahrhunderts wurde eine Teerhütte betrieben und 1736 wurde die erste Ziegelscheune errichtet.
1739 erfolgte der Neubau der Rädeler Kirche mit einem Dachturm auf der Ostseite. Seit 1717 war der Küster auch als Schulmeister tätig.
Der Dorfname Rädel findet sich erstmals 1775 in der Topographie der Mark Brandenburg von Anton Friedrich Büsching. Im Kirchenbuch von Rädel wurde noch bis 1781 die Schreibweise „Redel“ für den Dorfnamen benutzt. Zwischen 1776 und 1778 wurde von Friedrich II. in der Nähe von Rädel eine Kolonistensiedlung mit drei Siedlerstellen eingerichtet.
Für die stark gestiegene Schülerzahl war am Anfang des 19. Jahrhunderts das alte Schul- und Küsterhaus zu klein. Das ehemalige Oberförsterhaus in Rädel wurde zur Schule umgebaut und 1832 übergeben.

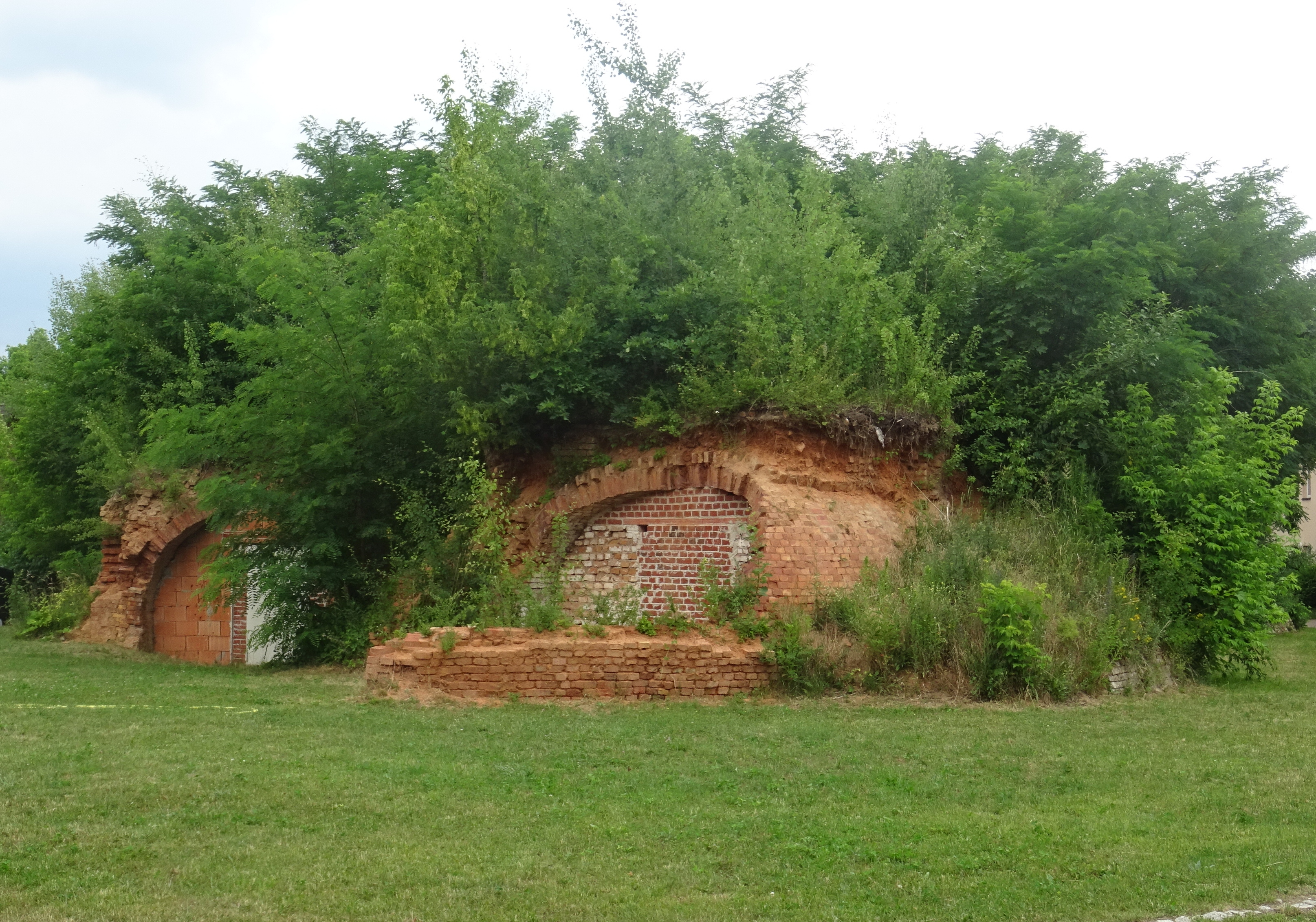
Ziegeleiofen

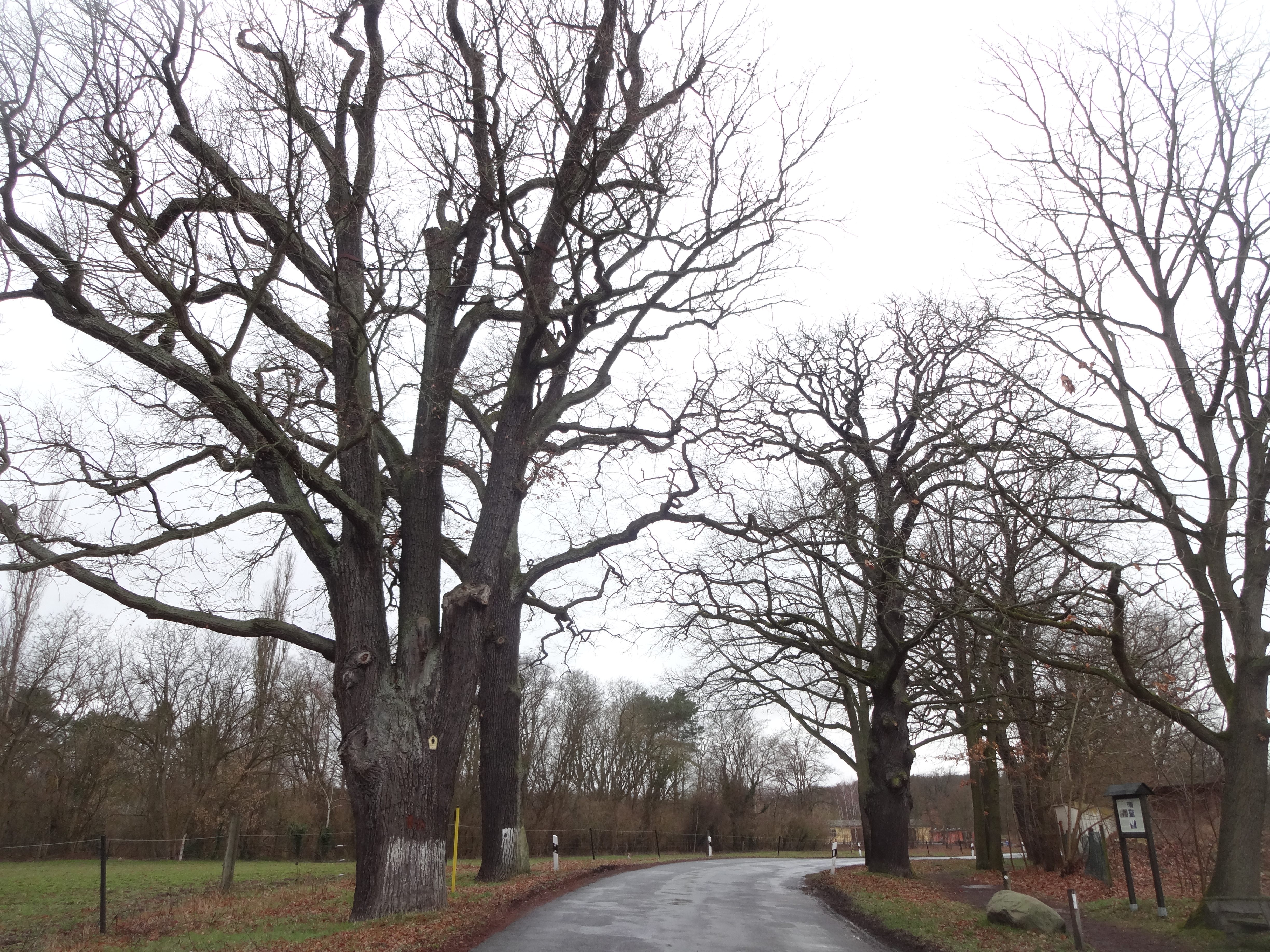
Eichenallee in Rädel, Naturdenkmal

In den folgenden Jahren nahm mit der steigenden Ziegelproduktion die Einwohnerzahl deutlich zu. 1867 wurde der erste Ringofen gebaut und für den Transport der Ziegel 1893 eine Pferdebahn nach Lehnin angelegt. 1905 folgte der Bau einer zweiten Ziegelei. 1913 gab es in Rädel 10 Schiffseigner, die den Ziegeltransport von Lehnin aus nach Berlin übernahmen. Um 1900 hatte Rädel 650 Einwohner. Durch die verstärkte Bautätigkeit erhielt das ehemalige Straßendorf seine heutige Hufeisen ähnliche Dorfform. 1912/13 erfolgte der Umbau der Rädeler Kirche. Der Dachturm wurde abgerissen und ein massiver Turm mit Emporentreppe und Barenkammer an der Ostseite der Kirche angebaut. Die Kirche erhielt ihr neubarockes Aussehen und steht seit 1984 unter Denkmalschutz. 1950 wurden die Ziegelwerke in Rädel laut Gerichtsurteil enteignet und in einen volkseigenen Betrieb umgewandelt, der bis 1963 produzierte. Nachfolgend wurde das ehemalige Ziegeleigelände von der örtlichen landwirtschaftlichen Produktionsgenossenschaft genutzt. Von 1997 bis 2011 hat hier die Hans Rosenthal Stiftung eine Kinder- und Jugendhilfeeinrichtung betrieben. Seit 2011 ist das Gelände an die „par-ce-val Jugendhilfe im Verbund“ verpachtet.

## Politische Zugehörigkeit
- 1180–1542 Kloster Lehnin
- 1542–1807 kurfürstliches und später königliches Domänenamt Lehnin im Kreis Zauche
- 1815 Kreis Zauch-Belzig
- 1952 Kreis Brandenburg Land
- 1993 Amt Lehnin im Landkreis Potsdam-Mittelmark
- 2002 Ortsteil der Gemeinde Kloster Lehnin

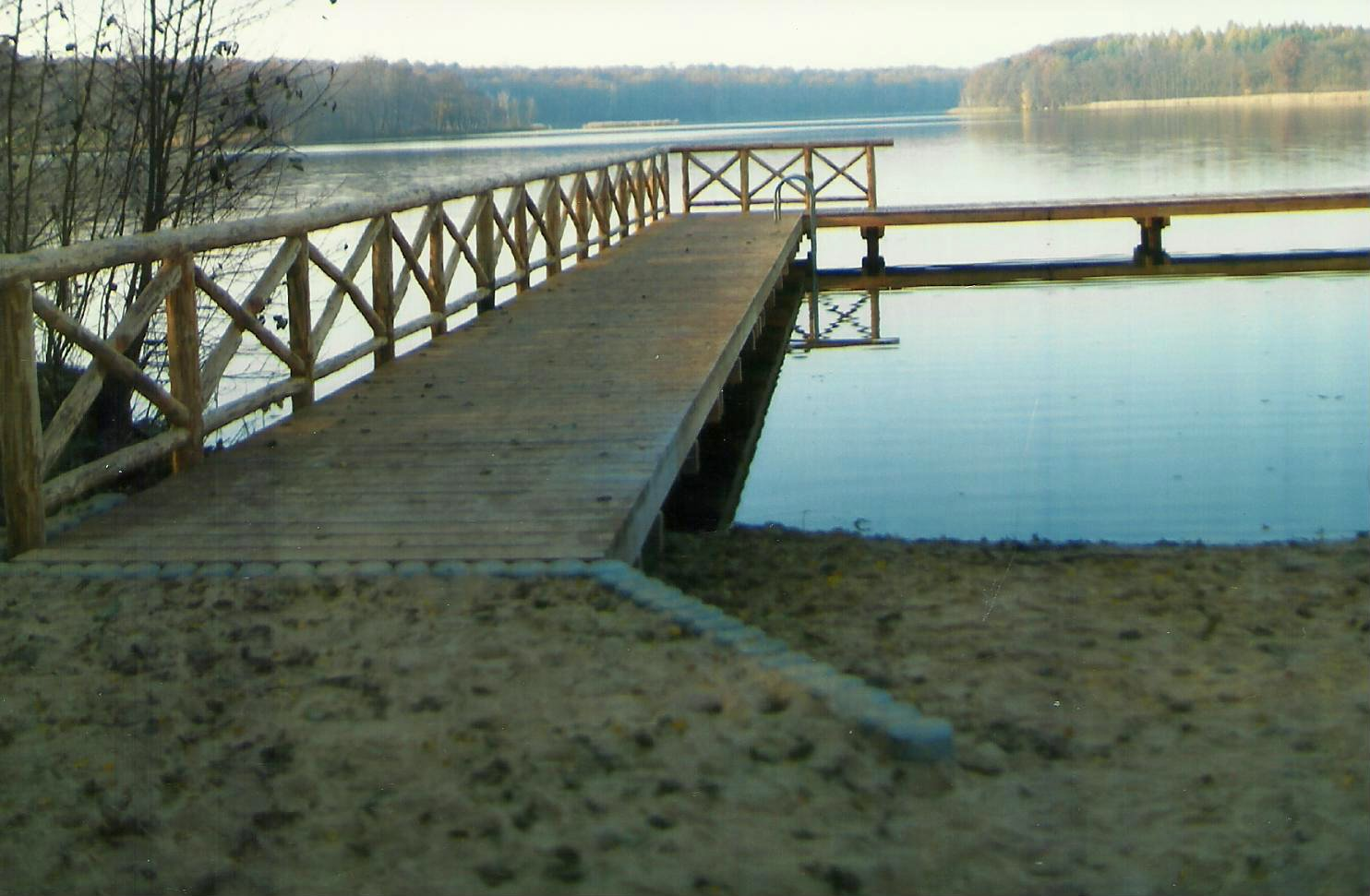
Badesteg am Gohlitzsee

## Kultur und Sehenswürdigkeiten

### Naturdorf Rädel
Rädel liegt in wald- und wasserreicher Landschaft und trägt den Titel „Naturdorf“. Bei Rädel entspringt die Emster. In der Nähe des Dorfes blüht im Mai das Breitblättrige Sumpfknabenkraut. Es ist eines der größten Orchideenvorkommen des Landes Brandenburg. Ausgeschilderte Wanderwege führen durch das Naturschutzgebiet Lehniner Mittelheide und Quellgebiet der Emster. Am Gohlitzsee befindet sich eine Naturbadestelle mit Badesteg. Das Vogelscheuchenfest am ersten Sonntag im Juli ist der alljährliche Höhepunkt des Dorflebens.

### Baudenkmale

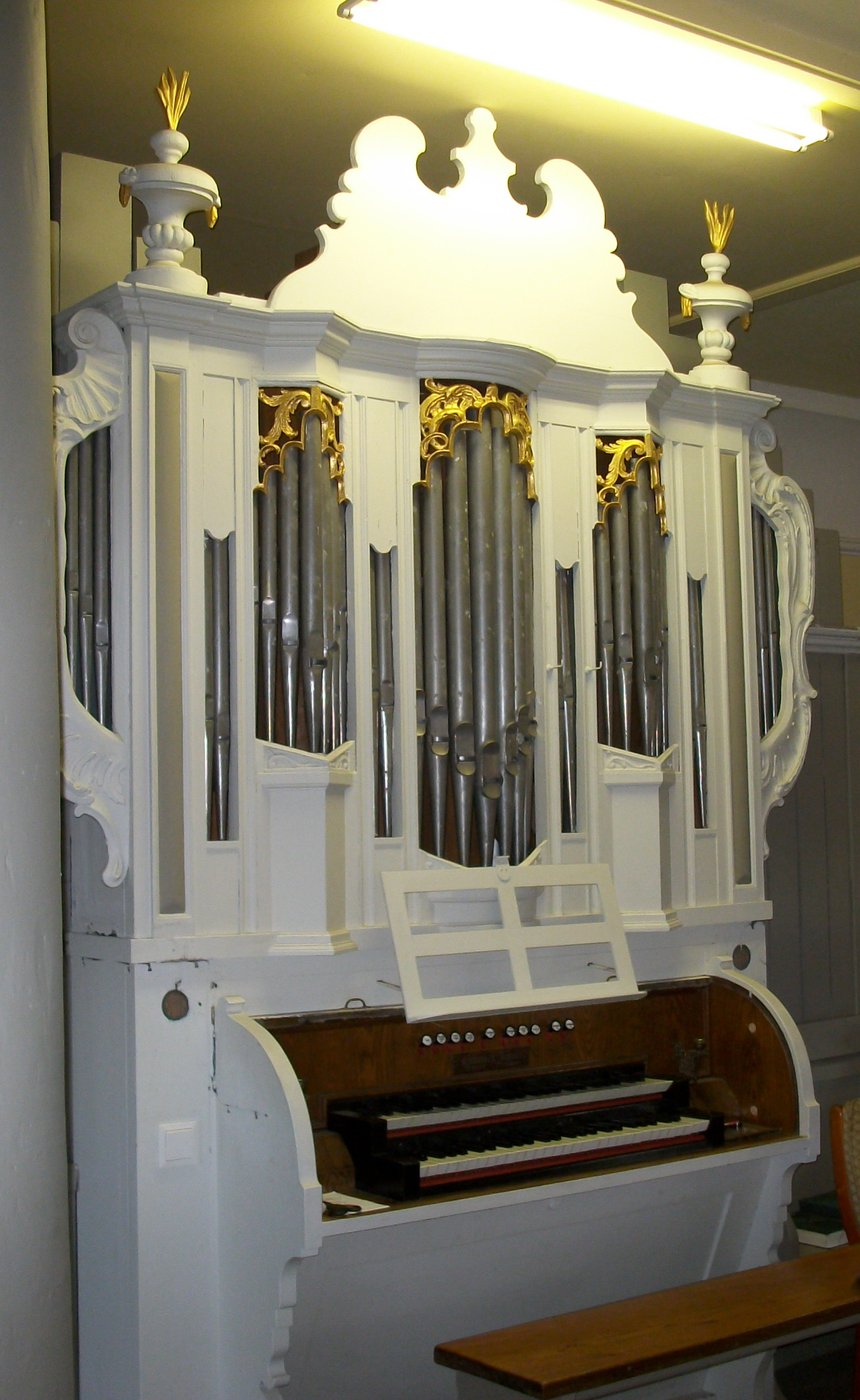
Schukeorgel in der Rädeler Kirche

In der Liste der Baudenkmale in Kloster Lehnin sind für Rädel zwei Baudenkmale aufgeführt, darunter
- die Dorfkirche Rädel, ein denkmalgeschützter Barockbau aus dem Jahr 1739 mit einem neobarocken Ostturm.